# Johan Anders von der Pahlen
Johan Anders von der Pahlen, född 1642 på Ösel, död 20 augusti 1696 i Reval, var en svensk friherre och militär. Han var bror till Bogislaus von der Pahlen.

## Biografi
Johan Anders von der Pahlen föddes 1642 på Ösel. Han var son till överstelöjtnanten Johan von der Pahlen och Elisabet Christina Catharina von Rosen. von der Pahlen var page hos Magnus Gabriel De la Gardie 1660–1663. Han blev kornett vid Nylands och Tavastehus läns kavalleriregemente 14 februari 1665, kaptenlöjtnant där 17 oktober 1667 och ryttmästare 1675. von der Pahlen sårades i slaget vid Lund 4 december 1676. Han blev överstelöjtnant vid Otto Vellingks regemente 13 januari 1676 och vid Åbo och Björneborgs läns kavalleriregemente 17 april 1678 samt överste för ett värvat kavalleriregemente i Estland, Livland och Ingermanland (drottning Ulrika Eleonoras livregemente till häst) 12 oktober samma år. von der Pahlen upphöjdes till friherre jämte sina bröder 18 oktober 1679 och introducerades 1680 i Sveriges Riddarhus under nummer 75. Han befordrades till generalmajor av kavalleriet 1693 och blev lantråd i Estland. von der Pahlen drunknade jämte sin fru och äldsta dotter i Revals hamn vid sin tillämnade resa till Stockholm samt slöt själv sin ättegren på svärdssidan.

### Egendom
von der Pahlen ägde Habbat i Kosch socken, Branskowitz i Samoschi socken, samt Kerlep och Payel i Jördens socken. Han var även arrendator av slottsgodset Ober-Pahlen.

### Familj
von der Pahlen var gift med Barbara Helena von Rosen (död 1696), dotter till Didrik von Rosen och Anna Brita von Wrangell. De fick tillsammans en dotter (död 1696), Otto Henrik von der Pahlen (1674–1695), Hedvig von der Pahlen, en dotter och Barbara von der Pahlen som var gift med löjtnanten Johan Henrik von Knorring.